# Węgrzce (gmina)
Węgrzce (do 1940 gminy Zielonki i Prądnik Czerwony; od 1973 Zielonki) – dawna gmina wiejska istniejąca w latach 1941–1954 w woj. krakowskim (dzisiejsze woj. małopolskie). Siedzibą władz gminy były Węgrzce.
Gmina Węgrzce powstała 1 czerwca 1941, podczas okupacji hitlerowskiej, z obszaru dotychczasowych gmin ze zniesionych gmin:
- Prądnik Czerwony (gromady Batowice, Bosutów, Dziekanowice, Raciborowice, Węgrzce i Zastów),
- Zielonki (gromady Bibice, Garlica Murowana, Trojanowice i Zielonki).

Pozostałe gromady gminy Prądnik Czerwony (Prądnik Czerwony, Rakowice i Olsza) i gminy Zielonki (Prądnik Biały, Tonie, Witkowice i Górka Narodowa) włączono do Krakowa, choć administracja polska zatwierdziła tę zmianę dopiero 18 stycznia 1948, z mocą obowiązującą wstecz od 18 stycznia 1945.
Według stanu z 1 marca 1943 gmina Węgrzce liczyła 6362 mieszkańców i składała się z miejscowości: Batowice, Bibice, Bosutów, Dziekanowice, Garlica Murowana, Raciborowice, Trojanowice, Węgrzce, Zastów i Zielonki.
Po wojnie w powiecie krakowskim w woj. krakowskim. 1 lutego 1948 z części obszaru gromady Zielonki w gminie Węgrzce utworzono nową gromadę Pękowice. 1 stycznia 1951 do gminy Węgrzce przyłączono gromadę Prusy ze zniesionej gminy Mogiła. Według stanu z 1 lipca 1952 jednostka składa się zatem z 12 gromad: Batowice, Bibice, Bosutów, Dziekanowice, Garlica Murowana, Pękowice, Prusy, Raciborowice, Trojanowice, Węgrzce, Zastów i Zielonki. Gmina Węgrzce została zniesiona 29 września 1954 roku wraz z reformą wprowadzającą gromady w miejsce gmin.
Jednostki o nazwie Węgrzce nie przywrócono 1 stycznia 1973 roku po reaktywowaniu gmin, przywrócono jednak gminę Zielonki.
Uwaga: Nie mylić z dawną gminą Węgrzce Wielkie (obecnie jako gmina Wieliczka) położoną na południe od Krakowa, podczas gdy gmina Węgrzce była położona na północ od Krakowa.